# Station Rolleston
Rolleston is een spoorwegstation van National Rail in Rolleston, Newark and Sherwood in Engeland. Het station is eigendom van Network Rail en wordt beheerd door East Midlands Railway. Het station is geopend in 1846. Het station is een request stop, waar treinen alleen stoppen op verzoek.